# Dracontium guianense
Dracontium guianense är en kallaväxtart som beskrevs av Guang Hua Zhu och Thomas Bernard Croat. Dracontium guianense ingår i släktet Dracontium och familjen kallaväxter.
Artens utbredningsområde är Franska Guyana. Inga underarter finns listade.